# NGC 4703
NGC 4703 este o galaxie spirală situată în constelația Fecioara. A fost descoperită în 3 martie 1786 de către William Herschel. Se află la o distanță de 65,31 de megaparseci de Pământ.